# Parcul Kilburn Grange
Parcul Kilburn Grange este un spațiu deschis de 3,2 hectare aflat în Kilburn, nord-vestul Londrei, adiacent Kilburn High Road. Acesta este administrat de către burgul Camden și include un loc de joacă pentru copii, un teren de baschet, echipament de gimnastică în aer liber și terenuri de tenis.
Parcul a fost deschis pentru prima dată în 1913, după ce anterior făcuse parte din ansamblul rezidențial Grange.